# Мангафодипир
Мангафодипир (продаётся под брендовым названием Тесласкан в виде тринатрия мангафодипира) — контрастный агент для внутривенного введения для улучшения контраста при проведении магнинтно-резонансной томографии (МРТ) печени.
Состоит из двух частей — парамагнитных ионов марганца (II) и хелатобразующего агента фодипир (дипиридоксилдифосфат, DPDP). Нормальные ткани печени поглощают марганец в больших количествах по сравнению с ненормальными или имеющими раковые образования. Марганец позволяет сократить время продольной релаксации (T1), делая нормальные ткани более яркими для МРТ. Это позволяет увеличить контрастность поражённых участков и лучше их идентифицировать.
Соединение было защищено патентом США, срок защиты которого, по данным Drug Patent Expiration Bulletin истёк 27 ноября 2011 года.